# Llista de diputats al Parlament Europeu en representació d'Itàlia (II Legislatura)

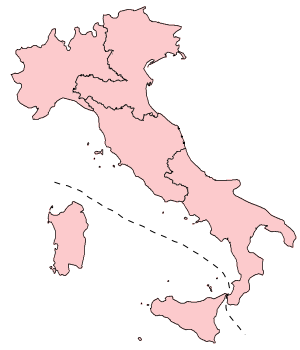
Els cinc districtes electorals per a les eleccions europees.

Llista dels 81 diputats al Parlament Europeu en representació d'Itàlia durant la II Legislatura, del període comprès entre el 1984 i el 1989.

## Llista
| Nom i cognom                       | Partit Nacional                               | Grup europeu |
| ---------------------------------- | --------------------------------------------- | ------------ |
| Carla Barbarella                   | Partit Comunista Italià                       | COM          |
| Roberto Barzanti                   | Partit Comunista Italià                       | COM          |
| Aldo Bonaccini                     | Partit Comunista Italià                       | COM          |
| Angelo Carossino                   | Partit Comunista Italià                       | COM          |
| Luciana Castellina                 | Partit Comunista Italià                       | COM          |
| Giovanni Cervetti                  | Partit Comunista Italià                       | COM          |
| Maria Lisa Cinciari Rodano         | Partit Comunista Italià                       | COM          |
| Pancrazio De Pasquale              | Partit Comunista Italià                       | COM          |
| Guido Fanti                        | Partit Comunista Italià                       | COM          |
| Carlo Alberto Galluzzi             | Partit Comunista Italià                       | COM          |
| Natalino Gatti                     | Partit Comunista Italià                       | COM          |
| Francesca Marinaro                 | Partit Comunista Italià                       | COM          |
| Alberto Moravia                    | Partit Comunista Italià                       | COM          |
| Alessandro Natta                   | Partit Comunista Italià                       | COM          |
| Diego Novelli                      | Partit Comunista Italià                       | COM          |
| Giancarlo Pajetta                  | Partit Comunista Italià                       | COM          |
| Giovanni Papapietro                | Partit Comunista Italià                       | COM          |
| Andrea Raggio                      | Partit Comunista Italià                       | COM          |
| Alfrefo Reichlin                   | Partit Comunista Italià                       | COM          |
| Giorgio Rossetti                   | Partit Comunista Italià                       | COM          |
| Sergio Camillo Segre               | Partit Comunista Italià                       | COM          |
| Renzo Trivelli                     | Partit Comunista Italià                       | COM          |
| Osvalda Trupia                     | Partit Comunista Italià                       | COM          |
| Maurizio Valenzi                   | Partit Comunista Italià                       | COM          |
| Felice Ippolito                    | Partit Comunista Italià (Independent)         | COM          |
| Altiero Spinelli                   | Partit Comunista Italià (Independent)         | COM          |
| Vera Squarcialupi                  | Partit Comunista Italià (Independent)         | COM          |
| Dario Antoniozzi                   | Democràcia Cristiana (Itàlia)                 | EPP          |
| Giovanni Bersani                   | Democràcia Cristiana (Itàlia)                 | EPP          |
| Franco Borgo                       | Democràcia Cristiana (Itàlia)                 | EPP          |
| Carlo Casini                       | Democràcia Cristiana (Itàlia)                 | EPP          |
| Maria Luisa Cassanmagnago Cerretti | Democràcia Cristiana (Itàlia)                 | EPP          |
| Mauro Chiabrando                   | Democràcia Cristiana (Itàlia)                 | EPP          |
| Vittorino Chiusano                 | Democràcia Cristiana (Itàlia)                 | EPP          |
| Michelangelo Ciancaglini           | Democràcia Cristiana (Itàlia)                 | EPP          |
| Roberto Costanzo                   | Democràcia Cristiana (Itàlia)                 | EPP          |
| Luigi Ciriaco De Mita              | Democràcia Cristiana (Itàlia)                 | EPP          |
| Sergio Ercini                      | Democràcia Cristiana (Itàlia)                 | EPP          |
| Roberto Formigoni                  | Democràcia Cristiana (Itàlia)                 | EPP          |
| Gerardo Gaibisso                   | Democràcia Cristiana (Itàlia)                 | EPP          |
| Giovanni Giavazzi                  | Democràcia Cristiana (Itàlia)                 | EPP          |
| Vincenzo Giummarra                 | Democràcia Cristiana (Itàlia)                 | EPP          |
| Antonio Iodice                     | Democràcia Cristiana (Itàlia)                 | EPP          |
| Giosuè Ligios                      | Democràcia Cristiana (Itàlia)                 | EPP          |
| Salvatore Lima                     | Democràcia Cristiana (Itàlia)                 | EPP          |
| Alberto Michelini                  | Democràcia Cristiana (Itàlia)                 | EPP          |
| Alfeo Mizzau                       | Democràcia Cristiana (Itàlia)                 | EPP          |
| Eolo Parodi                        | Democràcia Cristiana (Itàlia)                 | EPP          |
| Ferruccio Pisoni                   | Democràcia Cristiana (Itàlia)                 | EPP          |
| Nino Pisoni                        | Democràcia Cristiana (Itàlia)                 | EPP          |
| Mario Pomilio                      | Democràcia Cristiana (Itàlia)                 | EPP          |
| Gustavo Selva                      | Democràcia Cristiana (Itàlia)                 | EPP          |
| Giovanni Starita                   | Democràcia Cristiana (Itàlia)                 | EPP          |
| Gianni Baget Bozzo                 | Partit Socialista Italià                      | SOC          |
| Mario Dido'                        | Partit Socialista Italià                      | SOC          |
| Anselmo Guarraci                   | Partit Socialista Italià                      | SOC          |
| Claudio Martelli                   | Partit Socialista Italià                      | SOC          |
| Vincenzo Mattina                   | Partit Socialista Italià                      | SOC          |
| Jiri Pelikan                       | Partit Socialista Italià                      | SOC          |
| Mario Rigo                         | Partit Socialista Italià                      | SOC          |
| Carlo Tognoli                      | Partit Socialista Italià                      | SOC          |
| Mario Zagari                       | Partit Socialista Italià                      | SOC          |
| Vincenzo Bettiza                   | Partit Liberal Italià-Partit Republicà Italià | LD           |
| Mario Di Bartolomei                | Partit Liberal Italià-Partit Republicà Italià | LD           |
| Jas Gawronski                      | Partit Liberal Italià-Partit Republicà Italià | LD           |
| Sergio Pininfarina                 | Partit Liberal Italià-Partit Republicà Italià | LD           |
| Rosario Romeo                      | Partit Liberal Italià-Partit Republicà Italià | LD           |
| Giorgio Almirante                  | Moviment Social Italià                        | ER           |
| Antonino Buttafuoco                | Moviment Social Italià                        | ER           |
| Francesco Petronio                 | Moviment Social Italià                        | ER           |
| Pino Romualdi                      | Moviment Social Italià                        | ER           |
| Antonino Tripodi                   | Moviment Social Italià                        | ER           |
| Giuseppe Amadei                    | Partit Socialista Democràtic Italià           | SOC          |
| Renato Massari                     | Partit Socialista Democràtic Italià           | SOC          |
| Giovanni Moroni                    | Partit Socialista Democràtic Italià           | SOC          |
| Emma Bonino                        | Partit Radical (Itàlia)                       | NI           |
| Marco Pannella                     | Partit Radical (Itàlia)                       | NI           |
| Enzo Tortora                       | Partit Radical (Itàlia)                       | NI           |
| Joachim Dalsass                    | Partit Popular del Tirol del Sud              | EPP          |
| Emilio Molinari                    | Democràcia Proletària                         | RBW          |
| Michele Columbu                    | Partit Sard-Unió Valldostana                  | RBW          |

### Representació dels partits
| Partit Nacional                               | Grup EP | Escons | ± |
| --------------------------------------------- | ------- | ------ | - |
| Partit Comunista Italià                       | COM     | 27     | 3 |
| Democràcia Cristiana (Itàlia)                 | EPP     | 26     | 3 |
| Partit Socialista Italià                      | SOC     | 9      | = |
| Moviment Social Italià                        | ER      | 5      | 1 |
| Partit Liberal Italià-Partit Republicà Italià | LD      | 5      | = |
| Partit Socialista Democràtic Italià           | SOC     | 3      | 1 |
| Partit Radical (Itàlia)                       | NI      | 3      | = |
| Democràcia Proletària                         | RG      | 1      | = |
| Partit Popular del Tirol del Sud              | EPP     | 1      | = |
| Partit Sard-Unió Valldostana                  | RG      | 1      | 1 |